# Raising the Bar
"Raising the Bar" er det niende afsnit af 16. sæson af den amerikanske animerede sitcom South Park og det 232. afsnit af serien i alt. Det havde premiere på Comedy Central i USA den 3. oktober 2012.
I afsnittet accepterer Cartman endelig at han er fed. Men i stedet for at begynde at tabe sig, konkluderer han, at han har ret til at bruge en mobilitetsscooter til at blive transporteret rundt i. Denne attitude bliver skamløst brugt at andre fede personer i hele landet, heriblandt reality-tv personligheden, og skønhedskonkurrencedeltageren Alana "Honey Boo  Boo" Thompson. Alt imens standarden for anstændighed bliver ved med at falde - kulminerende med at Cartman og Honey Boo Boo bliver sat mod hinanden i en spaghetti-wrestling-kamp på Det Hvide Hus' sydlige græsplæne - starter James Cameron en mission ned i oceanets dybder for at finde og hæve barren til et mere værdigt niveau.

## Eksterne links
- "Raising the Bar" på South Park Studios
- Raising the Bar på Internet Movie Database (engelsk)
- Raising the Bar på AllMovie (engelsk)
- Raising the Bar på Rotten Tomatoes (engelsk)
- Raising the Bar på Metacritic (engelsk)
- Raising the Bar hos The Big Cartoon DataBase (engelsk)
- Raising the Bar hos TV.com (engelsk)